# Draco caerulhians
Draco caerulhians Lazell, 1992 è una lucertola della famiglia Agamidae, endemica dell'isola di Sulawesi, in Indonesia.